# Zutzendorf
Zutzendorf is een dorp in het Franse departement Bas-Rhin en een commune associée van de gemeente Obermodern-Zutzendorf. Zutzendorf ligt een kilometer ten noorden van het dorpscentrum van Obermodern.

## Geschiedenis
In het midden van de 16de eeuw werd hier de Reformatie geïntroduceerd.
Op het eind van het ancien régime werd Zutzendorf een gemeente. In 1871 werd Zutzendorf met de rest van het departement bij de Vrede van Frankfurt geannexeerd door Duitsland. De gemeente behoord toen tot de Kreis Zabern (Saverne). Na het Verdrag van Versailles werd het gebied weer Frans.
In 1974 werd de gemeente bij Obermodern gevoegd in een fusion association, waarbij de gemeentenaam van Obermodern werd verkort tot Modern. In 1983 werd de gemeentenaam gewijzigd in Obermodern-Zutzendorf.

## Bezienswaardigheden
- De protestantse kerk